# Fitzhugh Lee
Fitzhugh Lee (Clermont, 19 novembre 1835 – Washington, 18 aprile 1905) è stato un politico statunitense.

## Biografia
Fu il quarantesimo governatore della Virginia. Nipote di Robert E. Lee e cugino di George Washington Custis Lee, i suoi genitori furono Sydney Smith Lee e la sorella di James Murray Mason.
Nato nella contea di Fairfax, studiò all'accademia Militare degli Stati Uniti. Inizialmente entrò nel reggimento del colonnello Albert Sidney Johnston, durante la guerra di secessione americana combatté nelle forze armate degli Stati Confederati d'America sotto il generale Richard Stoddert Ewell.
Partecipò alla prima battaglia di Bull Run. Alla sua morte il corpo venne seppellito ad Hollywood Cemetery, Richmond.

## Ascendenza
|                   |                 |                         | Genitori                 |  |  | Nonni |  |  | Bisnonni     |  |  | Trisnonni   |  |
|                   |                 |                         |                          |  |  |       |  |  | Henry Lee II |  |  | Henry Lee I |  |
|                   |                 |                         |                          |  |  |       |  |  | Henry Lee II |  |  | Henry Lee I |  |
|                   |                 | Mary Bland              |                          |  |  |       |  |  | Henry Lee II |  |  |             |  |
| Henry Lee III     |                 |                         |                          |  |  |       |  |  | Henry Lee II |  |  |             |  |
|                   |                 | Lucy Grymes             | Charles Grymes           |  |  |       |  |  |              |  |  |             |  |
|                   |                 | Lucy Grymes             | Charles Grymes           |  |  |       |  |  |              |  |  |             |  |
|                   |                 | Lucy Grymes             | Frances Jennings         |  |  |       |  |  |              |  |  |             |  |
| Sydney Smith Lee  |                 | Lucy Grymes             |                          |  |  |       |  |  |              |  |  |             |  |
|                   |                 | Charles Hill Carter     | John Carter              |  |  |       |  |  |              |  |  |             |  |
|                   |                 | Charles Hill Carter     | John Carter              |  |  |       |  |  |              |  |  |             |  |
|                   |                 | Charles Hill Carter     | Elizabeth Hill           |  |  |       |  |  |              |  |  |             |  |
| Anne Hill Carter  |                 | Charles Hill Carter     |                          |  |  |       |  |  |              |  |  |             |  |
|                   |                 | Anne Butler Moore       | Bernard Moore            |  |  |       |  |  |              |  |  |             |  |
|                   |                 | Anne Butler Moore       | Bernard Moore            |  |  |       |  |  |              |  |  |             |  |
|                   |                 | Anne Butler Moore       | Anne Catherine Spotswood |  |  |       |  |  |              |  |  |             |  |
| Fitzhugh Lee      |                 | Anne Butler Moore       |                          |  |  |       |  |  |              |  |  |             |  |
|                   | George Mason IV | George Mason III        |                          |  |  |       |  |  |              |  |  |             |  |
|                   | George Mason IV | George Mason III        |                          |  |  |       |  |  |              |  |  |             |  |
|                   | George Mason IV | Ann Thomson             |                          |  |  |       |  |  |              |  |  |             |  |
| John Mason        | George Mason IV |                         |                          |  |  |       |  |  |              |  |  |             |  |
|                   |                 | Ann Eilbeck             | William Eilbeck          |  |  |       |  |  |              |  |  |             |  |
|                   |                 | Ann Eilbeck             | William Eilbeck          |  |  |       |  |  |              |  |  |             |  |
|                   |                 | Ann Eilbeck             | Sarah Edgar              |  |  |       |  |  |              |  |  |             |  |
| Anna Maria Mason  |                 | Ann Eilbeck             |                          |  |  |       |  |  |              |  |  |             |  |
|                   |                 | James Murray            | William Murray           |  |  |       |  |  |              |  |  |             |  |
|                   |                 | James Murray            | William Murray           |  |  |       |  |  |              |  |  |             |  |
|                   |                 | James Murray            | Ann Smith                |  |  |       |  |  |              |  |  |             |  |
| Anne Maria Murray |                 | James Murray            |                          |  |  |       |  |  |              |  |  |             |  |
|                   |                 | Sarah Ennalls Maynadier | Daniel Maynadier         |  |  |       |  |  |              |  |  |             |  |
|                   |                 | Sarah Ennalls Maynadier | Daniel Maynadier         |  |  |       |  |  |              |  |  |             |  |
|                   |                 | Sarah Ennalls Maynadier | Mary Murray              |  |  |       |  |  |              |  |  |             |  |
|                   |                 | Sarah Ennalls Maynadier |                          |  |  |       |  |  |              |  |  |             |  |